# Trancas
La ciudad de Trancas es un municipio de la provincia de Tucumán, Argentina, y cabecera del departamento homónimo, al norte de la capital provincial.
Trancas se encuentra en un gran valle, entre altas cumbres y serranías y cubierto de bosque chaqueño serrano y selva de yunga.
Trancas fue un punto estratégico para la defensa del norte y fue testigo de importantes eventos durante las luchas por la Independencia.

## Población
Cuenta con 4429 habitantes (Indec, 2010), lo que representa un incremento del 30% frente a los 3,391 habitantes (Indec, 2001) del censo anterior.
| Gráfica de evolución demográfica de Trancas entre 1960 y 2010 |
|                                                               |
| Fuentes: INDEC                                                |

## Toponimia
Se cree que su nombre deriva de un guerrero quilmes que acompañaba a San Francisco Solano, llamado “Chancas”. Siguiendo otra versión también se puede decir que se denomina Trancas por las tranqueras que existían en los alrededores del pueblo y que evitaban que tanto el ganado vacuno como el equino escapara.

## Iglesia del Sagrado Corazón
- 1600, comienza un asentamiento en el lugar llamado "Pozo del Pescado" en este lugar existía una posta y un fuerte y alrededor de estos se va asentando la población de forma paulatina.
- a partir de 1700 aproximadamente, los jesuitas levantan la 1.ª iglesia parroquial de la villa de Trancas. Era paso para los viajeros a Salta. Fue escenario de las Guerras por la Independencia y de las guerras civiles.
- 1763, la población se traslada 3 km al sur (Villa Vieja de Trancas)a unos terrenos donados por el maestro José Torino.
- 7 de agosto de 1816, el general Dr. Belgrano retoma en Trancas el mando del Ejército del Norte, luego de relevar a Rondeau.
- 1820, el coronel Bernabé Aráoz, preside la "República de Tucumán".
- 1820, el 20 de enero, contrae matrimonio el Dr. Dn. Alejandro Heredia, quien sería luego gobernador de Tucumán, con doña María Josefa Cornejo Medeyros, los casó el obispo de Santa Cruz de la Sierra, Dr.don Agustín Francisco de Otondo y Escurruchea (1760-1826).
- 1824, es fusilado en el muro sur de la iglesia, el Crnel. Bernabé Aráoz primer gobernador constitucional de la provincia.
- 1826, destruida por el terremoto de 1826[5]
- 1827, reconstrucción sobre sus cimientos.
- 1857, es bautizada la célebre maestra tucumana Lastenia Blanco.
- a aprtir de 1885 junto con la llegada del ferrocarril a estos páramos, los vecinos comienzan a peticionar ante las autoridades provinciales el traslado de esta villa ya que los terrenos en los que se encontraba eran bajos y anegadizos, lo que permitía la proliferación de enfermedades. Iglesia del Sagrado Corazón, 2013

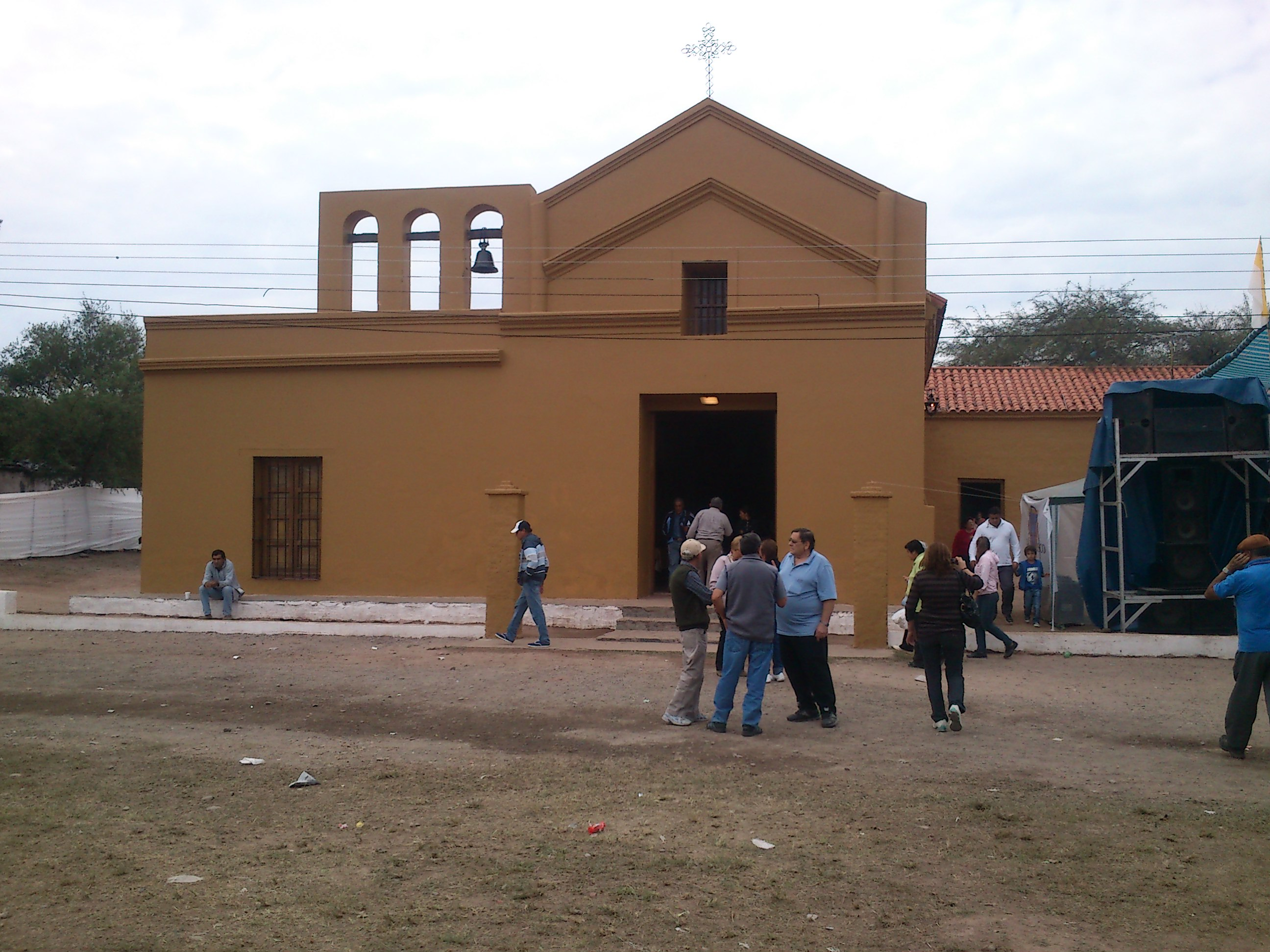
Iglesia del Sagrado Corazón, 2013

- 1906, se crea por decreto la villa llamada "Estación Trancas" (en unos terrenos donado por la familia Lobo) la que luego y por el uso cotidiano quedara en Trancas solamente.
- 1957, es declarada Monumento Histórico Nacionalal templo de Villa Vieja
- En 2005, con la Plaza, son los únicos testigos de la vieja villa. De estilo postcolonial austero. Constituida por: espadaña, nave y capilla de ánimas. La fachada plana unifica la nave con la espadaña; los dos frontones superpuestos le confieren originalidad. El interior es simple, con un coro como área de transición en el ingreso, y al fondo la capilla de ánimas. Construida con muros de adobe, revocado y encalado. La cubierta es de tejas sobre cerchas de madera. En su interior se conserva patrimonio de arte religioso: la talla del santo patrono San Joaquín, (quizás de un taller del Alto Perú) un San José y un Nazareno. Aquí fue bautizada la escultora Lola Mora.

## Sismicidad
La sismicidad del área de Tucumán (centro norte de Argentina) es frecuente y de intensidad baja, y un silencio sísmico de terremotos medios a graves cada 30 años.
- Sismo de 1861: aunque dicha actividad geológica catastrófica, ocurre desde épocas prehistóricas, el terremoto del 20 de marzo de 1861 (163 años) con 12.000 muertes,[6] señaló un hito importante dentro de la historia de eventos sísmicos argentinos ya que fue el más fuerte registrado y documentado en el país. A partir del mismo la política de los sucesivos gobiernos del norte y de Cuyo han ido extremando cuidados y restringiendo los códigos de construcción.[5] Y con el terremoto de San Juan de 1944 del 15 de enero de 1944 (81 años) los gobiernos tomaron estado de la enorme gravedad crónica de sismos de la región.
- Sismo de 1931: de 6,3 de intensidad, el cual destruyó parte de sus edificaciones y abrió numerosas grietas en la zona[6][5]

## Personalidades de Trancas
- Lastenia Blanco (1857-1911), insigne maestra de Lules, nacida en Trancas.
- Cap. Julián Blanco[7] (1792-1858), juez de paz, Jefe de la defensa del departamento de Trancas y capitán del Ejército del Norte a las órdenes de Manuel Belgrano.
- Cdte. José Antonio Blanco Ramírez[8] (1825-1853), hijo de Julián Blanco. Como su padre, fue defensor del departamento de Trancas. Antonio Blanco muere fusilado defendiendo las propiedades de los pobladores, que eran regularmente espoliadas y saqueados por milicias y tropas de paso por la provincia. Se registra su fusilamiento en Trancas el 7 de febrero de 1853. A la muerte del Comandante Antonio Blanco, aún se encontraba en cinta su mujer: doña Juana Josefa Gramajo López. Su última hija, doña Florinda Blanco Gramajo, nacida en 1853, contrae matrimonio con el escribano y hombre de negocios alemán don Emilio Schleh. Serán ellos los padres del historiador, investigador e ingeniero Emilio J. Schleh Blanco,[9] emparentado con el naturalista tucumano Miguel Lillo.
- Santos López de Vera y Torres[10][11]  (1730-1790), Maestre de campo, Alcalde y Juez de Trancas, propietario de la estancia Mimilto. Primo del gobernador tucumano Javier López.
- Doctor Lorenzo Kairuz, primer odontólogo que ejerció su profesión en su pueblo, la Villa de Trancas, entre 1944 y 1980.
- Dolores Candelaria Mora Vega, conocida como Lola Mora, nació en Trancas el 17 de noviembre de 1861 y murió en Buenos Aires el 7 de junio de 1936. Fue una escultora argentina que incursionó además en el urbanismo, la minería y las artes visuales. Se destacó en espacios generalmente vedados a las mujeres de su época y fue la escultora argentina más halagada y discutida de los últimos años del siglo XIX y comienzos del siglo XX. Su obra más conocida es la Fuente de Las Nereidas, denominada popularmente como Fuente conjunto escultórico de mármol de Carrara, que se inauguró el 21 de mayo de 1903 en el Paseo de Julio de Buenos Aires. Entre los homenajes que ha recibido se encuentra la institución del 17 de noviembre, fecha de su natalicio, como Día Nacional del Escultor y las Artes Plásticas, realizado por el Congreso de la Nación Argentina, y la creación en 1998 de los Premios Lola Mora a ser discernidos por la Dirección General de la Mujer de la ciudad de Buenos Aires a los medios de comunicación que transmitan una imagen positiva de la mujer que rompa con los estereotipos de género, promueva la igualdad de oportunidades y los derechos de las mujeres.